# Ludwig Ebner
Ludwig Ebner (* 3. November 1858 in Deggendorf; † 25. August 1903 ebenda) war deutscher Komponist und Kirchenmusiker.

## Leben

Gedenktafel Ludwig Ebner, Deggendorf, Pferdemarkt 12

Der Sohn des Deggendorfer Stadttürmermeisters Carl Ebner erhielt von ihm bereits mit acht Jahren seinen ersten Musikunterricht, besonders im Orgelspiel. Im Kloster Metten und später bei Domorganist J. Hanisch in Regensburg weitergebildet, wurde ihm schon mit siebzehn Jahren die Organistenstelle an der Stadtpfarrkirche Mariä Himmelfahrt in Deggendorf übertragen. Nach dem Tode seines Vaters übernahm er auch noch dessen Stelle als Chorregent. Des Lernens nicht müde, wurde er Schüler bei Joseph Rheinberger in München und studierte bei ihm die Lehre vom Kontrapunkt, die er mit Auszeichnung absolvierte. Mit 44 Jahren starb Ludwig Ebner nach einem schweren Leiden.

## Werk
Den meisten seiner Kompositionen prägte Ebner den Geist seines Lehrers auf. Er verleugnete aber nicht, dass er auch die alten Meister studierte und wegen der oft kühnen Harmonik ein Bewunderer Richard Wagners gewesen sein muss. Ebner hinterließ 62 Werke, in der Hauptsache Kirchenmusik, die auch noch in unserer Zeit Singgut unserer Kirchenchöre sind.

### Messen
- Missa „Jubilate Deo“ op. 8. Pustet, Regensburg 1889; für Sopran, Alt, Tenor, Bass mit Begleitung von Trompete in B, Trompete in Es, Horn und Tuba ad libitum
- Missa Auxilium Christianorum op. 10. Coppenrath, Regensburg 1892; für gem. Chor
- Missa in honorem S. Josephi op. 14. Pustet, Regensburg 1915; für zwei Stimmen mit Orgelbegleitung
- Missa in honorem sanctissimi cordis Jesu op. 20. Pustet, Regensburg 1910; für zwei Stimmen mit Orgelbegleitung
- Missa solemnis op. 23. Pustet, Regensburg 1903; für 4-stimmig gemischten Chor
- Missa Ave mater amabilis op. 26. Pustet Regensburg 1894; für 4-stimmig gemischten Chor
- Missa regina angelorum op. 28. Coppenrath, Regensburg; für d. vereinigten Ober- u. Unterstimmen mit Begl. d. Orgel
- Missa Ave regina coelorum op. 39. Bössenecker, Regensburg 1903;  für 5stg. gem. Chor (Sopran, Alt, Tenor 1 u. 2 u. Bass)
- Missa de Spiritu sancto op. 41. Bössenecker, Regensburg 1903; für 4stg. gem. Chor mit obligater Orgelbegl.
- Missa in honorem sanctorum angelorum custodum op. 42. Bössenecker, Regensburg 1898; für vereinigte Ober- u. Unterstimmen mit Begl. d. Orgel
- Missa in honorem Ss. Trinitatis op. 44. Pustet, Regensburg 1898; für drei gleiche Stimmen (cantum I et II, altum) mit Orgelbegleitung
- Missa in honorem Sanctae Caeciliae op. 45. Bössenecker Regensburg 1898; für 2 gleiche Stimmen mit Begl. d. Orgel
- Missa festiva in honorem Sancti Ludovici Regis op. 47. Pustet, Regensburg 1899; für 6-stimmig gemischten Chor
- Missa in honorem S. Antonii de Padua op. 54. Pustet, Regensburg 1899; für vier gleiche Stimmen
- Missa „Laetentur coeli“ op. 55. Pustet, Regensburg 1899; für 4stg. gem. Chor
- Missa „Cantantibus organis“ op. 59. Feuchtinger, Regensburg 1900; modos musicos 4 vocibus virilibus concinente organo
- Missa de nativitate Domini Nostri Jesu Christi op. 65. Bössenecker, Regensburg 1901; für 4stg. gem. Chor mit obligater Orgelbegl.

### Verschiedene geistliche Gesänge
- Ave Maria (Lk 1, 28). Feuchtinger und Gleichauf, Regensburg 1992; für 4-stimmig gemischten Chor
- Miserere op. 9. Coppenrath, Regensburg 1892; für vierstimmigen gemischten Chor
- 14 Gesänge zu Ehren der allerheiligsten Jungfrau Maria op. 11. Coppenrath, Regensburg, 1892; für 4 u. 5 Singstimmen
- Neun Marienlieder op. 17. Coppenrath, Regensburg 1893; für 4stg. gem. Chor
- Fünf Hymnen zur Fronleichnamsprozession op. 29. Hirmer, Straubing 1890; für gem. Chor mit Blechmusikbegl.
- 8 Veni creator op. 30. Coppenrath, Regensburg; für 4 und 5 Singstimmen
- Psalm 96 „Singet dem Herrn ein hohes Lied“ op. 33. Bössenecker, Regensburg 1903; für vereinigte Ober- u. Unterstimmen mit Begleitung der Orgel  oder des Harmoniums
- Adoramus te Christe op. 35. Bössenecker, Regensburg 1903; 6stg. Motette für Sopran 1 u. 2, Alt, Tenor, Bariton u. Bass
- Hymni eucharistici op. 36. Boessenecker, Regensburg 1903; 8 Pange lingua für vereinigte Ober- und Unterstimmen mit Orgelbegleitung
- 3 2-3stg. Lieder op. 37. Bössenecker, Regensburg 1903; für Sopran u. Altstimmen mit Klavierbegl.
- 10 Cantus sacri op. 40. Bössenecker, Regensburg 1903; für 2 Singstimmen mit Begl. d. Orgel
- 10 Gesänge zum Gebrauche in der heiligen Charwoche op. 43. Bössenecker, Regensburg 1898; für 4- u. 5stg. gem. Chor
- Lauretanische Litanei op. 49. Bössenecker, Regensburg 1899; für 3 Oberstimmen (Sopran 1 u. 2, Alt) mit Begl. d. Orgel
- 4 Marianische Antiphonen op. 50. Bössenecker, Regensburg 1899; für vereinigte Ober- u. Unterstimmen mit Begl. d. Orgel
- 10 Pange lingua op. 51. Bössenecker, Regensburg 1900; für vierstimmigen Männer-Chor
- 22 Offertorien für sämtliche Festtage des Jahres op. 52. Bössenecker, Regensburg 1899; für Sopran, Alt und Bass ad libitum mit Begleitung der Orgel
- Gesänge zu den Prozessionen am Feste Mariae Lichtmess, am Palmsonntage und zur Kerzen- u. Palmenweihe op. 56. Bössenecker, Regensburg 1900; für 4stg. Männerchor
- Litaniae de sacro corde Jesu op. 58. Pustet, Regensburg 1900; für 4stg. gem. Chor mit Begl. d. Orgel
- Sequentia „Stabat Mater“ op. 60. Bössenecker, Regensburg 1900; für 4-stimmig gemischten Chor mit Begleitung der Orgel
- Kommunionlied op. 61. Bössenecker, Regensburg 1900; für 4stg. gem. Chor mit Orgelbegleitung
- 10 Pange lingua op. 64. Bössenecker, Regensburg 1902;  für 2, 3 und 4-stimmigen Frauenchor mit Begleitung der Orgel

### Orgel
- 3 grössere Präludien op. 32. Feuchtinger und Gleichauf, Regensburg 1903; für Orgel
- Organum comitans ad graduale parvum et ordinarium missae op. 62. Pustet, Regensburg 1902
- 10 Trios op. 48. Bössenecker, Regensburg 1899; für Orgel

### Weltliche Musik
- Frühling. Läuterer, München 1888; für 1 Singstimme mit Begl. d. Pianoforte, Violoncellos oder e. Waldhornes
- 3 Lieder op. 2 Gedichte aus d. Liedern des Mirzer Schaffy von F. Bodenstedt. Krüll, Landshut; für 1 Singstimme u. Klavierbegl.
- 3 Lieder op. 3. Krüll, Landshut; für 1 Singstimme u. Klavierbegl.
- Vier Lieder aus dem Trompeter von Säkkingen op. 4. Coppenrath, Regensburg; für gem. Chor
- Im Waldgeheg op. 12, Gedichte von Karl Stieler und Heinrich Heine. Coppenrath, Regensburg 1903; für gem. Chor
- Sänger-Gruss an den Frühling op. 38. Bössenecker, Regensburg 1903; für 4-stimmigen Männerchor mit Orchesterbegleitung oder Pianoforte
- 5 Klavierstücke op. 46, Bössenecker, Regensburg 1903
- 6 Weihnachtslieder (Erich Heider) op. 57. Bössenecker, Regensburg 1903; für 3 Oberstimmen (Sopran 1 u. 2, Alt) mit Begleitung des Harmoniums oder des Pianoforte